# Dycusburg
Dycusburg – miasto w Stanach Zjednoczonych, w stanie Kentucky, w hrabstwie Crittenden.